# Fatou Guewel
Fatou Binetou Diouf, més coneguda com a Fatou Guewel (Dakar, 9 de juny de 1964) és una cantant senegalesa. Amb el seu grup Sope Noreyni, Guewel, una intèrpret de mbalakh, és una de les artistes femenines més famoses i populars al Senegal. El seu nom d'artista, Guewel (del wòlof: géwël), significa 'griot', ja que prové d'una família depositària d'aquesta tradició.

## Discografia
- Santa Ti Cheikh Ibra Fall (1994)
- Fiimde Santa Bamba (1995)
- Santeti Mame Diarra Bousson (1998)
- Dem Ba Jeex
- Fonk Sa Waajur (2002)
- Ooh c'est chaud! Best of (2005)